# Langley (district)
Pour les articles homonymes, voir Langley.
Ne doit pas être confondu avec Langley (Colombie-Britannique).
Le district de Langley est une municipalité de la province de Colombie-Britannique au Canada.

## Population

Carte du district de Langley dans le District régional du Grand Vancouver.

- 117 285 (recensement de 2016)[1]
- 104 177 (recensement de 2011)
- 93 726 (recensement de 2006)[2]
- 86 896 (recensement de 2001)